# Daniel Ramos (treinador)
Daniel António Lopes Ramos (Vila do Conde, 25 de dezembro de 1970) é um ex-futebolista e treinador de futebol português. Possui licença profissional da UEFA para treinar.

## Carreira como treinador
Daniel Ramos começou a sua carreira de treinador em 2001, no Vila FC. Nos anos seguintes, seguiu como treinador de diversos clubes como Dragões Sandinenses, Desportivo de Chaves, Trofense, Moreirense, Gondomar, Vizela, União da Madeira, Naval, Ribeirão, tendo sido no Famalicão, onde realizou 56 jogos que se destacou. Por sua vez rumou ao Santa Clara, onde com o sucesso imediato, após 8 jogos trocou o clube dos Açores para o CS Marítimo onde levou a cabo 80 jogos pelo clube, ao longo de 3 épocas, tendo levado inclusive o clube a um lugar de qualificação para a Liga Europa na Primeira Liga Portuguesa. 
No dia 1 de julho de 2018, após a saída do treinador transmontano Luis Castro, foi oficializado como o novo treinador do Desportivo de Chaves. Abandonou o clube em dezembro de 2018.